# Dyedefra
Dyedefra (o Radedef) fue el tercer faraón de la dinastía IV de Egipto. Reinó aproximadamente entre el año 2558 y el 2550 a. C. Denominado Dyedefra en la Lista Real de Abidos y la Lista Real de Saqqara, el Canon de Turín lo acredita con un reinado de ocho años, aunque su nombre es ilegible. Según Sexto Julio Africano, Manetón lo llamaba Ratoises y le asignó 25 años de gobierno.
La fecha más alta conocida de su reinado era el undécimo censo de ganado; esto significaría que Dyedefra gobernó al menos 21 años, si los censos fueron bienales.

## Biografía
Dyedefra fue sucesor e hijo de Keops, aunque el elevado número de hijos documentados de Keops sin duda complicó la sucesión. Uno de los hermanos de Dyedefra, Dyedefhor (u Hordyedef), es conocido por su fama de sabio. Supuesto autor de Las instrucciones de Hordyedef, su tumba se ha encontrado al este de Guiza.
Dyedefra se casó con su medio hermana Hetepheres II, lo que pudo haber sido necesario para legitimar su ascenso al trono si su madre era una de las esposas secundarias de Keops. También tuvo otra esposa, Jentetenka, con la que tuvo al menos tres hijos: Setka, Baka y Hernet, y una hija, Neferhetepes.
Fue el primer faraón de esta dinastía que utilizó el apelativo de Ra formando parte de su nombre real, lo que indicaría la creciente popularidad del culto al dios solar Ra y la creciente influencia de su clero.

## Testimonios de su época

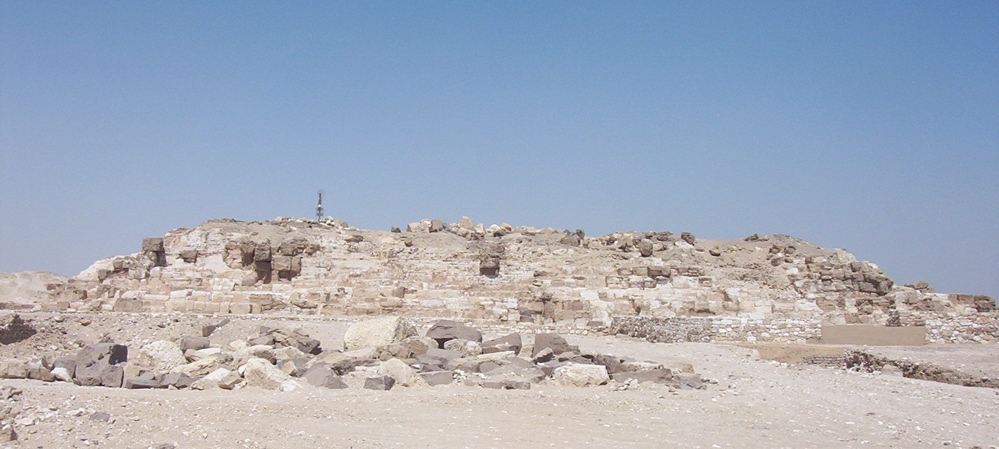
Ruinas de la pirámide de Dyedefra en Abu Roash.

- La pirámide de Dyedefra, que llegó a elevarse más que la de Keops[a] y ahora está en ruinas. Situada en Abu Roash, unos ocho kilómetros al norte de Guiza, en la parte más septentrional de la necrópolis de Menfis.
- Cabeza de una estatua del rey, en cuarcita, encontrada en Abu Roash (actualmente en el Louvre)
- Cabeza de una estatua del rey, localizada en Abu Roash (MMNY n.º 249)
- Fragmento de relieve con el nombre del rey, UC14305 (Museo Petrie)

Mencionado en:
- La tumba de Nisutpunecher, en Guiza (Sethe)
- Una inscripción, en Uadi Hammamat

## Titulatura
| Titulatura | Jeroglífico | Transliteración (transcripción) - traducción - (referencias) |

| G5 |

| G5 |

| L1 |

| L1 |

| L1 |

| L1 |

| G5 |

| G5 |

| L1 |

| L1 |

| L1 |

| L1 |

| G16 |

| G16 |

| L1 | m |

| L1 | m |

| G16 |

| G16 |

| L1 | m |

| L1 | m |

| G8 |

| G8 |

| \| \| | G5 · G5 · G5 · S12 |
|       |                    |

|  |

| \| \| | G5 · G5 · G5 · S12 |
|       |                    |

|  |

| G8 |

| G8 |

| \| \| | G5 · G5 · G5 · S12 |
|       |                    |

|  |

| \| \| | G5 · G5 · G5 · S12 |
|       |                    |

|  |

| N5 | R11 | f |

| N5 | R11 | f |

| N5 | R11 | f |

| N5 | R11 | f |

| N5 | R11 | f |

| N5 | R11 | f |

| N5 | R11 | f |

| N5 | R11 | f |

| N5 | R11 | f |

| N5 | R11 | f |

| N5 | R11 | f |

| N5 | R11 | f |

| N5 | R11 | f |

| N5 | R11 | f |

| N5 | R11 | f |

| N5 | R11 | f |

| N5 | R11 | R11 | f |

| N5 | R11 | R11 | f |

| N5 | R11 | R11 | f |

| N5 | R11 | R11 | f |

| N5 | R11 | R11 | f |

| N5 | R11 | R11 | f |

| N5 | R11 | R11 | f |

| N5 | R11 | R11 | f |

| N5 | R11 | R11 | f |

| N5 | R11 | R11 | f |

| N5 | R11 | R11 | f |

| N5 | R11 | R11 | f |

| N5 | R11 | R11 | f |

| N5 | R11 | R11 | f |

| N5 | R11 | R11 | f |

| N5 | R11 | R11 | f |